# ميشيل لاتيمر
ميشيل لاتيمر هي رسامة رسوم متحركة وممثلة كندية، (ولدت في ثاندر باي في كندا القرن 20  م).

## وصلات خارجية
- ميشيل لاتيمر على موقع IMDb (الإنجليزية)
- ميشيل لاتيمر على موقع أول موفي (الإنجليزية)
- ميشيل لاتيمر على موقع قاعدة بيانات الفيلم (الإنجليزية)